# Head Over Heels (альбом)
Head over Heels — третий студийный альбом американской певицы Полы Абдул выпущенный 13 июня 1995 года компанией Virgin Records.
Head over Heels вышел после четырёхлетнего перерыва. Пола Абдул эти годы сражалась с булимией Альбом считался возвращением Абдул. Но это будет последний альбом, который Пола выпустит перед её вторым перерывом в музыке. «Head over Heels» продемонстрировал новое направление и стиль музыки Абдул, однако отзывы были неоднозначными. Многие рецензенты утверждали, что он отвлекается от корней поп-музыки Абдул. Некоторые говорили, что альбом был самой творческой и захватывающей работой Абдул на сегодняшний день.
| Оценки критиков      | Оценки критиков |
| Источник             | Оценка          |
| -------------------- | --------------- |
| Allmusic             | [ 1 ]           |
| Entertainment Weekly | C+              |
| Rolling Stone        | [ 3 ]           |

## Коммерческая информация
С коммерческой стороны Head Over Heels выступил хуже предыдущих альбомов Полы Абдул по продажам и позициям в чартах. В американском чарте Billboard 200, альбом достиг только 18-й строчки, вскоре вылетев из чарта. Но этот альбом сумел стать её самым продаваемым альбомом за пределами США. После относительного провала альбома, Абдул покинула музыкальную сцену.
Первый сингл из Head Over Heels — «My Love is for Real» добрался только до 28 места в чарте Billboard Hot 100. Это был первый сингл Абдул, который не попал в топ-20 американского чарта. Тем не менее, песня возглавила танцевальный чарт. Второй сингл «Crazy Cool» скорее всего из-за плохой рекламной кампании и неудачного видеоклипа добрался только до 58 строчки. Третий сингл в поддержку альбома «Is Never Never Gonna Give You Up» не смог попасть в чарт. Также планировалось выпустить четвёртым синглом песню «If I Were Your Girl», но планы были отменены после небольших продаж альбома и провала «Ain’t Never Gonna Give You Up».

## Список композиций
| №                   | Название                                             | Автор(ы)                                                                                      | Продюсер(ы)                                          | Длительность |
| ------------------- | ---------------------------------------------------- | --------------------------------------------------------------------------------------------- | ---------------------------------------------------- | ------------ |
| 1.                  | «Crazy Cool»                                         | Peter Lord, Sandra St. Victor, V. Jeffrey Smith                                               | Lord, Smith                                          | 4:42         |
| 2.                  | «My Love Is for Real» (with Ofra Haza)               | Abdul, Rhett Lawrence                                                                         | Lawrence                                             | 5:20         |
| 3.                  | «Ain't Never Gonna Give You Up» (with Color Me Badd) | Byran Abrahms, Mark Calderon, Howie Tee, Kevin Thornton, Curtis "Fitz" Williams, Elliot Wolff | Wolff                                                | 3:53         |
| 4.                  | «Love Don't Come Easy»                               | Abdul, Robb Boldt, Da'Count, Howard Hersh, Iky Levi, Eric Monsanty                            | Hersh, Levy, Boldt, Cha'n André, Da' Count, Monsanty | 4:07         |
| 5.                  | «If I Were Your Girl»                                | Crystal Bernard, Lawrence                                                                     | Lawrence                                             | 3:55         |
| 6.                  | «Sexy Thoughts»                                      | Boldt, Hersh, Levy                                                                            | Hersh, Levy, Boldt                                   | 4:09         |
| 7.                  | «The Choice Is Yours»                                | Arnold Hennings, Debra Killings                                                               | Hennings, Dallas Austin                              | 4:48         |
| 8.                  | «Ho-Down»                                            | Abdul, Boldt, Calloway, Da'Count, Gaskill, Greer, Hersh, Mills, Wolff                         | Wolff, Hersh, Levy, Boldt                            | 4:23         |
| 9.                  | «Under the Influence»                                | Worthy Davis, Oliver Leiber                                                                   | Leiber                                               | 4:29         |
| 10.                 | «I Never Knew It»                                    | Daryl Simmons                                                                                 | Simmons                                              | 4:26         |
| 11.                 | «Get Your Groove On»                                 | Hersh, Levy, Boldt                                                                            | Hersh, Levy, Boldt                                   | 4:02         |
| 12.                 | «Missing You»                                        | Bernadette Cooper                                                                             | Lawrence                                             | 3:52         |
| 13.                 | «It's All About Feeling Good»                        | Abdul, Hersh, Levy, Boldt                                                                     | Hersh, Levy, Boldt                                   | 3:46         |
| 14.                 | «Cry for Me»                                         | Tim Miner                                                                                     | Miner                                                | 3:38         |
| Общая длительность: | Общая длительность:                                  | Общая длительность:                                                                           | Общая длительность:                                  | 64:28        |

| №                   | Название            | Автор(ы)                               | Продюсер(ы)         | Длительность |
| ------------------- | ------------------- | -------------------------------------- | ------------------- | ------------ |
| 15.                 | «Crazy Love»        | Leiber                                 | Leiber              | 4:31         |
| 16.                 | «Highschool Crush»  | Jon Lind, John Andrew Schreiner, Abdul | Lind                | 4:36         |
| Общая длительность: | Общая длительность: | Общая длительность:                    | Общая длительность: | 73:35        |

## Участники записи
AllMusic
- Paula Abdul — all Vocals
- Bryan Abrams, Cha’n Andre, Robb Boldt, Robbie J. Brown, Mark Calderon, Cindy & Janie Cruse, Valerie & Worthy Davis, Bruce DeShazer, Ofra Haza, Marva King, Tanya Smith, Sandra St. Victor, Kevin Thornton, Sam Watters, Monalisa Young — Backing Vocals
- Dallas Austin — Multi-Instruments
- Charlie Barnett — Percussion
- Rocky Bryant — Keyboards, Synthesizers, Drums, Percussion
- Keith Carlock — Drums, Percussion
- Vince Denham — Tenor Sax
- Walt Fowler, Ralph Rickert, Dan Savant — Trumpet
- Ronnie Garrett, Tracy Wormworth — Bass
- Grant Geissman — Banjo
- Lili Haydn — Violin
- Howard Hersh, Peter Lord Moreland, John Andrew Shreiner, V. Jeffrey Smith — Keyboards
- Eric Jorgenson — Trombone
- Shaun LaBelle — Electric Bass Guitar, Synthesizer(s)
- John Leftwich — Horns
- Oliver Leiber — Keyboards, Synthesizers, Guitars, Electric Sitar, Drums, Percussion
- Iki Levy — Percussion
- Keith Lewis — Percussion & Various Programming
- Karl Messerschmidt — Tuba
- Tim Miner — Electric Bass, Keyboards, Backing Vocals
- Michael Patterson — Synthesizers
- Paul Peterson — Electric Piano
- Harihar Rao — Sitar, Tamboura
- John Shanks, Andy Timmons, Bill Wiseman — Guitars
- Rick Sheppard — Synthesizers, Samples
- Daryl Simmons — Keyboards, Programming, Drums, Percussion, Backing Vocals
- Ralph Stacey — Electric & Bass Guitars
- Gerri Sutyak — Cello
- Albert Wing — Tenor & Alto Sax, Clarinet